# پایگاه هوایی ولیکا کراچا
پایگاه هوایی ولیکا کراچا (به انگلیسی: Velyka Krucha (air base)) یک فرودگاه نظامی است که یک باند فرود بتن دارد و طول باند آن ۲۰۰۰ متر است. این فرودگاه در شهر پیریاتین کشور اوکراین قرار دارد و در ارتفاع ۱۱۷ متری از سطح دریا واقع شده است.